# LIMS2
LIMS2‏ (LIM zinc finger domain containing 2) هوَ بروتين يُشَفر بواسطة جين LIMS2 في الإنسان.